# رشيد العلاني
رشيد العلاني ولد في 27 سبتمبر 1995 في القيروان، هو مقرئ تونسي وإمام صلاة التراويح بجامع عقبة بن نافع منذ 2012، فائز بعدة جوائز في حفظ القرآن الكريم.

## السيرة الذاتية
ولد رشيد العلاني سنة 1995 في القيروان، وزاول تعليمه العالي في المعهد العالي للخطابة والإرشاد الديني بالقيروان التابع لجامعة الزيتونة. عين منذ 2012 وحتى الآن إماما لصلاة التراويح في جامع عقبة بن نافع بالقيروان ويصبح بذلك أصغر إمام عرفه الجامع في عمر 16 سنة. شارك في عدة مسابقات لحفظ القرآن الكريم في تونس والعالم وفاز بالعديد منها.

## الجوائز
- 14 أبريل 2019: المركز الرابع في الدورة 36 من مسابقة إيران الدولية لحفظ القرآن الكريم وتلاوته، في فرع الحفظ الكامل مع التفسير.[2]
- 18 أبريل 2018: المركز الخامس في الدورة 9 من جائزة الكويت الدولية لحفظ القرآن الكريم، وقراءاته وتجويد تلاوته، في فرع الحفظ الكامل.[3]
- 15 يونيو 2017: المركز الثالث في الدورة 21 من جائزة دبي الدولية للقرآن الكريم في فرع الحفظ الكامل للقرآن الكريم.[4]
- 21 أبريل 2017: المركز الأول في الدورة 15 من جائزة تونس العالمية في حفظ القرآن الكريم وتفسيره وتجويده في فرع الحفظ.[5]
- 4 ديسمبر 2016: المركز الثالث في الدورة 12 من جائزة محمد السادس الدولية في حفظ القرآن الكريم وترتيله وتجويده وتفسيره في فرع الحفظ الكامل مع الترتيل والتفسير.[6]

## روابط خارجية
- مشاركة رشيد العلاني في جائزة محمد السادس الدولية للقرآن الكريم 2016. على يوتيوب
- مشاركة رشيد العلاني في جائزة تونس الدولية للقرآن الكريم 2017. على يوتيوب
- مشاركة رشيد العلاني في جائزة دبي الدولية للقرآن الكريم 2017. على يوتيوب